# Борофка, Дэвид
Дэвид Борофка (англ. David Borofka, род. 1954) — американский писатель, автор рассказов и романов. Он является автором сборника рассказов «Намёки на его смертность», который получил премию штата Айова за короткую прозу в 1996 году, и романа «Остров» (1997). 
Борофка является лауреатом премии редакторов журнала Missouri Review, премии Чарльза Б. Вуда за выдающиеся литературные достижения журнала Carolina Quarterly, премии Emerging Writers Network Fiction Prize, премии Prism Review Fiction Award и премии Нэнси Д. Харгроув от Jabberwock Review. Его рассказы также публиковались в журналах Image, Southern Review, Manoa и Glimmer Train. До выхода на пенсию в 2019 году он был профессором композиции, литературы и творческого письма в колледже Ридли, но продолжает преподавать в рамках программы для писателей в Калифорнийском университете в Лос-Анджелесе.
Второй сборник рассказов «Тоска по невозможному» был выпущен издательством Университета Джонса Хопкинса в 2022 году и получил премию American Book Award за лучший рассказ на Американском книжном фестивале. Новый роман «Конец благих намерений» был опубликован в 2023 году издательством Fomite Press. Новый сборник рассказов «Блаженство вашего внимания» был опубликован в январе 2025 года издательством Университета Джонса Хопкинса.